# Pedra do Castelo
A Pedra do Castelo é um monumento de pedra plano e arenoso, em formato que lembra um Castelo Medieval, dividido por dentro em vários "salões" enormes, com arcos e torres. A pedra foi descoberta ainda era colonial, quando se tornou uma fazenda de gado. Guarda lendas e histórias fantásticas, fazendo com que a população local sacrilize o local e pratique rituais religiosos, transformaram a pedra em um ponto de peregrinação,uma suposta aparição de uma imagem santa em uma das tocas é o marco do início da peregrinação. .
Há registros de pinturas rupestres que revelam a presença do homem por lá desde a pré-história por conta de seu formato de caverna, em diversos pontos é possível ver figuras geométricas, cenas cotidianaz e desenhos de animais estilizados, pintados em rubro. Em toda a área da reserva já foram catalogados mais de 50 sítios arqueológicos, todos com visitação livre, e sem acesso controlado, por isso boa parte do patrimônio está ameaçado e abandonado.
Localiza-se a 20 km da cidade de Castelo do Piauí, a margem direita do Riacho da Palmeira e há 190km da capital Teresina. A flora local em volta do monumento é formado por vegetação de transição entre a caatinga e o cerrado, composta em sua maioria por: faveiras, macambiras e cactos típicos da região (xique-xique e mandacaru). Ao redor é possível explorar a extensão do parque, visitando demais grutas, cachoeiras, riachos, trilhas na mata e uma vista ao mirante natural, onde se vê as belíssimas paisagens nos topos das pedras, encantando qualquer visitante.